# Krzysztof Król (Fußballspieler)
Krzysztof Król (* 6. Februar 1987 in Rydułtowy, Polen) ist ein ehemaliger polnischer Fußballspieler. Er kam meist auf der Position des Verteidigers zum Einsatz.

## Werdegang

### Vereinskarriere
Król begann seine Karriere als Jugendspieler bei den polnischen Vereinen Górnik Radlin, Wodzisław Śląski und Amica Wronki, bis er seinen ersten Profivertrag im Jahr 2006 bei Dyskobolia Grodzisk unterschrieb. Im Jahr 2007 wechselte er in die Nachwuchsmannschaft von Real Madrid, wo er sich allerdings nicht durchsetzen konnte. 2008 wechselte er daher zurück nach Polen und unterschrieb einen Vertrag bei Jagiellonia Białystok, für die er bis 2011 insgesamt 30 Ligaspiele in der polnischen Ekstraklasa absolvierte.
Während seines Vertrags bei Jagiellonia Białystok wurde Król zweimal an andere Vereine ausgeliehen: Während der MLS-Saison 2011 spielte Król für das US-amerikanische Franchise Chicago Fire, bei denen er auf 19 Einsätze kam; in 17 der 19 Spiele startete Król von Beginn an. In der Ekstraklasa-Saison 2010/2011 lief er für den polnischen Erstligisten Polonia Bytom auf (7 Einsätze).
Im Jahr 2011 wechselte Król innerhalb der polnischen Liga zu Podbeskidzie Bielsko-Biała, wo er in den Saisons 2011/2012 und 2012/2013 auf 34 Ligaspiele kam. In der Winterpause der zweiten Saison verließ er die polnische Liga, um bis zum Saisonende beim moldawischen Erstligisten Sheriff Tiraspol zu spielen. Dort gewann Król mit seinem Verein das moldawische Double.
Im Sommer 2013 zog es Król wieder zurück in die erste Liga, weshalb er bei Piast Gliwice anheuerte, wo er in der Saison 2013/2014 auf 19 Ligaspiele bei einem Tor kam. Zusätzlich wurde Król in sechs Spielen der Relegation gegen den Abstieg eingesetzt. Der Abstieg von Piast Gliwice konnte vermieden werden.
Nach Abschluss der polnischen Saison 2013/2014 wechselte Król wieder in die nordamerikanische Major League Soccer, in der er 2010 schon mit Chicago Fire gespielt hatte. Er unterschrieb im Juni 2014 einen Vertrag beim kanadischen Franchise Montreal Impact und lief für die Kanadier erstmals am 13. Juli 2014 im Ligaspiel gegen Sporting Kansas City auf. Król konnte sich bei Montreal sofort als Stammspieler etablieren und verstärkte die Mannschaft in der Verteidigung. Am 14. September 2014 sah er gegen New England Revolution die gelb-rote Karte. Er belegte mit Impact nur den letzten Platz der Eastern Conference, konnte aber die Canadian Championship 2014 gewinnen und somit die Qualifikation zur CONCACAF Champions League erreichen. In seiner ersten Saison für Impact spielte er zwölf Mal, davon elf Mal von Beginn an.
Im Februar 2015 gab Impact bekannt, den Vertrag mit Król mit sofortiger Wirkung in beidseitigem Einverständnis aufzulösen. Montreal begründete dies mit der Entlastung des Salary Caps sowie dem Freiwerden eines International Spots, die die Verpflichtung eines neuen Spielers, der nicht aus Nordamerika stammt, ermöglicht. Seit der Saison 2015/2016 steht Krzysztof Król beim griechischen Super-League-Team AEL Kallonis unter Vertrag.

### Nationalmannschaft
Król wurde für die polnische U-20-Nationalmannschaft eingesetzt und nahm mit ihr an der U-20-Fußball-Weltmeisterschaft 2007 in Kanada teil.

## Privates
Król ist seit 2010 mit dem polnischen Model Patrycja Mikula verheiratet und hat mit ihr einen Sohn.